# Фармвілл (Північна Кароліна)
Фармвілл (англ. Farmville) — місто (англ. town) в США, в окрузі Пітт штату Північна Кароліна. Населення — 4461 особа (2020).

## Географія
Фармвілл розташований за координатами 35°35′43″ пн. ш. 77°35′29″ зх. д. / 35.59528° пн. ш. 77.59139° зх. д. (35.595349, -77.591377). За даними Бюро перепису населення США в 2010 році місто мало площу 8,71 км², уся площа — суходіл.

## Демографія
Згідно з переписом 2010 року, у місті мешкали 4654 особи в 1981 домогосподарстві у складі 1280 родин. Густота населення становила 534 особи/км². Було 2239 помешкань (257/км²).
Расовий склад населення:
| - 49,7 % — чорних або афроамериканців - 48,1 % — білих - 0,4 % — азіатів - 0,2 % — корінних американців |

До двох чи більше рас належало 0,8 %. Частка іспаномовних становила 2,5 % від усіх жителів.
За віковим діапазоном населення розподілялося таким чином: 24,7 % — особи молодші 18 років, 57,9 % — особи у віці 18—64 років, 17,4 % — особи у віці 65 років та старші. Медіана віку мешканця становила 42,5 року. На 100 осіб жіночої статі у місті припадало 81,1 чоловіків; на 100 жінок у віці від 18 років та старших — 72,9 чоловіків також старших 18 років.
Середній дохід на одне домашнє господарство становив 53 611 долар США (медіана — 33 595), а середній дохід на одну сім'ю — 67 620 доларів (медіана — 48 580). За межею бідності перебувало 20,1 % осіб, у тому числі 27,4 % дітей у віці до 18 років та 10,3 % осіб у віці 65 років та старших.
Цивільне працевлаштоване населення становило 2099 осіб. Основні галузі зайнятості: освіта, охорона здоров'я та соціальна допомога — 30,1 %, виробництво — 12,6 %, публічна адміністрація — 10,1 %, роздрібна торгівля — 7,7 %.

## Уродженці
- Волтер Б. Джонс-молодший (1943—2019) — американський політик-республіканець.